# RUR-4 Weapon Alpha
RUR-4 Weapon Alpha (син. Weapon Able, Weapon A) (оружие «Альфа») — противолодочный ракетный комплекс разработки США. Представляет собой глубинную бомбу с ракетным ускорителем, запускаемую со специальной пусковой установки на борту надводного корабля.

## История создания
Развитие техники гидролокации дало к концу Второй мировой войны возможность создать управляемое ракетное оружие, предназначенное для уничтожения подводных лодок. В 1946 году Военно-морская артиллерийская испытательная станция (англ. Naval Ordnance Test Station, NOTS) в местечке Чайна-Лейк (англ. China Lake) начала разработку двух реактивных глубинных бомб, получивших условное название «Weapon A» и «Weapon B». Различия между ними заключались в массе боеголовки: 113 кг для «A» и 23 кг для «B». Разработка варианта «B» со временем было прекращено, поскольку небольшой заряд не мог создать серьёзную угрозу для быстроходных подводных лодок. Разработка «оружия А» (называемого также «Weapon Able» и «Weapon Alpha») продолжалась до 1950 года, а первая установка на боевом корабле относится к 1951 году.
Снаряд для «оружия Альфа» представлял собой 324-мм глубинную бомбу с ракетным ускорителем, который обеспечивал дальность выстрела до 700 м. Оболочка боеголовки была сделана из пластика, так как конструкция взрывателя требовала применения немагнитных материалов. Запуск производился с пусковой установки Mk 108 с темпом стрельбы до 12 выстрелов в минуту. После того, как снаряд падал в воду, он начинал погружаться со скоростью около 12 м/с.
Применялись два типа ракетных ускорителей, обозначенных как Mk 1 и Mk 2, которые отличались массой порохового заряда.
В 1963 году «оружию Альфа» был присвоено обозначение RUR-4A. Оно оставалось на вооружении до 1969 года, когда последняя установка была заменена на RUR-5 ASROC.

## Тактико-технические характеристики
- Длина – 2,60 м
- Диаметр – 0,32 м
- Масса – 238 кг
- Скорость – 85 м/с
- Максимальное время в полёте – 10,9 с (Mk 1); 14,2 с (Mk 2)
- Дальность – 270–700 м (Mk 1); 250–980 м (Mk 2)
- Двигатель – 133-мм твердотопливный ускоритель
- Боеголовка – 113-кг глубинная бомба